# One Piece Film: Z
One Piece Film: Z (Nhật: ONE PIECE FILM: Z Hepburn: Wan Pīsu Firumu: Zetto) là tác phẩm điện ảnh thứ 12 trong loạt câu chuyện về băng đảng hải tặc Mũ rơm do chính thuyền trưởng Monkey D. Luffy dẫn đầu. One Piece Film Z được sản xuất bởi chính tác giả truyện tranh Oda Eiichiro, với sự trợ giúp kịch bản từ Suzuki Osamu, đạo diễn Nagamine Tatsuya. Theo lời hãng phim Toei thì tác phẩm mới sẽ là lúc để đối thủ mạnh nhất của băng Hải tặc Mũ Rơm xuất hiện - Z. Bộ phim được dự kiến công chiếu vào ngày 15 tháng 12 năm 2012
.

## Nội dung
Các viên đá Dyna thuộc sở hữu của Hải quân - có sức mạnh hủy diệt được so sánh ngang hàng với Vũ khí Cổ đại - đột nhiên bị cướp tại căn cứ bởi người đàn ông có sức mạnh kinh hoàng, cựu Đô Đốc Hải Quân Zephyr “Tay Đen” (Z hay Zetto), người thầy của nhiều Đô đốc và phó Đô đốc nổi bật ở hiện tại, sẽ là kẻ đối đầu băng Mũ Rơm. Do hận thù sâu nặng với hải tặc, nỗi đau mất mát người thân và cảm giác bị phản bội đối với hải quân vì họ xây dựng hệ thống Thất vũ Hải, liên minh với hải tặc, Z đã ly khai, lập ra Tân Hải quân, thề tiêu diệt hết Hải tặc. Ông nhận ra One Piece  là giấc mơ của mọi hải tặc, là lý do hải tặc xuất hiện tràn lan và hoành hành khắp nơi, vì vậy, ông lập kế hoạch hủy diệt Tân Thế giới cùng One Piece với tất cả hải tặc hiện diện tại đó bất kể có hy sinh toàn bộ người dân vô tội.
Băng Mũ Rơm vô tình cứu được Z đang trôi dạt trên biển, chữa trị cho ông ta và họ phải trả giá khi đồng đội của Z đến, Nami và Chopper bị biến thành trẻ con, Brook và Robin cũng bị trẻ hóa lại, Luffy bị thương, tàu Sunny bị hư hỏng nặng nhưng cả Băng vẫn chạy thoát trong gang tấc.
Tổng bộ Hải Quân cuối cùng cũng tiến tới việc đối phó với âm mưu phá huỷ các End Points (Điểm Kết Thúc) tại Tân Thế giới của Z. Ở nơi khác, Aokiji gặp mặt băng Mũ Rơm, giờ ông không còn là Đô Đốc nữa. Thực ra các End Points là 3 nơi có núi lửa mạnh nhất, nếu dùng đá Dyna cho nổ thì năng lượng của 3 vụ nổ sẽ kích hoạt chuỗi phun trào dây chuyền trên khắp mọi nơi cả trên đất liền lẫn biển khơi, thiêu rụi Tân Thế giới.
Trong trận chiến tại End Points cuối cùng, Luffy và đồng đội của mình tiến lên chống lại Z và sức mạnh kinh ngạc của ông ta, bảo vệ ước mơ của mình. Lực lượng hùng hậu của Hải quân kéo tới, Z bại trước Luffy và cảm phục trước tinh thần của cậu nên đã bọc hậu để các học trò của mình cùng băng Mũ Rơm chạy thoát.
Aokiji tạo bức tường băng ngăn cách băng Mũ Rơm và các học trò của Z khỏi trận chiến, Z bị thương nặng bởi đòn tấn công của Đô đốc Kizaru và chiến đấu đầy thống khoái trước cơn sóng hàng hàng lớp lớp hải quân và hy sinh trong nước mắt của các học trò của mình.